# Кикоин, Мишель
Мишель Кикоин (фр. Michel Kikoïne, при рождении Михель Перец-Вольфович Кикоин; 31 мая 1892, Гомель — 4 ноября 1968, Париж) — французский художник «Парижской школы».

## Биография
Родился 31 мая (по старому стилю) 1891 года в Гомеле в семье банковского служащего Переца-Вольфа Хаимовича Кикоина (1861—?), уроженца Речицы, и Гени Ицковны Циуни (1862—?); родители поженились в 1884 году. Вскоре после его рождения семья перебралась в Режицу Витебской губернии, где его дед Ицхок Циуни из Люцина (1825—1900) был раввином (известен как Режицер ребе — реб Ицеле). В 1904 году семья поселилась в Минске.
Учился в коммерческом училище и в рисовальной школе Я. М. Кругера в Минске, где познакомился и подружился с Хаимом Сутиным. Вместе с Сутиным в 1908 году поступил в народную художественную школу в Вильно, где познакомился с Пинхусом Кременем.
В 1912 году перебрался к двоюродному брату Иосифу в Париж. Поселился в интернациональном общежитии художников Улей (фр. La Ruche), где к этому времени уже обитали его виленские соученики Сутин и Кремень. В 1914 женился на Розе Бунимович (с которой был знаком ещё со школы в Минске), в 1920 у них родился сын — впоследствии художник Жак Янкель (1920—2004). Участвовал в Первой мировой войне.
Первая персональная выставка художника состоялась в 1919. В 1924 он получил французское гражданство. В 1928 был представлен на выставке современного французского искусства в Москве. Имел мастерскую на Монпарнасе, летом обычно жил с семьей на юге Франции.
В годы Второй мировой войны, спасаясь от депортации в концентрационный лагерь, жил с сыном под Тулузой. После освобождения вернулся в Париж. В 1950-х путешествовал по Испании, Италии, Израилю. С 1958 постоянно жил в Каннах.

## Творчество
Испытал влияние Сезанна, Боннара, Сутина. Писал портреты, ню, много занимался пейзажной живописью.
В экспозиции Национального художественного музея Республики Беларусь представлена одна работа Михаила Кикоина. В корпоративной коллекции Белгазпромбанка есть шесть картин художника.